# Voivodina
La Voivodína ([voivoˈdina]; in serbo Војводина?, Vojvodina [ˈvɔivɔdina]) è una provincia autonoma della Serbia.

## Geografia fisica
La provincia è costituita da tre regioni Sirmia, Banato e Bačka, e raggruppa diverse etnie, al punto da riconoscere altre lingue ufficiali oltre al serbo: ungherese, romeno, slovacco e ruteno. Il suo nome ufficiale è tradotto in ciascuna di esse (serbo: Аутономна Покрајина Војводина/Autonomna Pokrajina Vojvodina, ungherese: Vajdaság Autonóm Tartomány, slovacco: Autonómna Pokrajina Vojvodina, romeno: Provincia Autonomă Voivodina, ruteno: Автономна Покраїна Войводина).
Geograficamente, la Voivodina è inclusa nell'euroregione di Danubio-Kris-Mures-Tibisco. Il capoluogo è Novi Sad e la seconda città più grande è Subotica.
Come già accennato, la Voivodína è un'area multietnica: è infatti divisa tra più di 26 differenti gruppi, ma quello maggioritario è costituito dai serbi, circa il 70%. La grande diversità culturale e linguistica si accompagna a un elevato livello di tolleranza tra le varie genti e fa dell'area la parte economicamente più stabile della Serbia.

## Storia
Un tempo parte dell'Impero austro-ungarico, dopo la prima guerra mondiale passò alla Serbia entro il regno di Jugoslavia, in virtù dell'alto numero di appartenenti all'etnia serba che desideravano unirsi alla madrepatria.

### 1990-2006
Nel 1990, quando il XIV Congresso decise la dissoluzione della Lega dei Comunisti di Jugoslavia, la regione riprese la denominazione di Provincia Autonoma della Voivodina in seno alla Repubblica di Serbia, entrando a far parte dal 1992, in seguito alle guerre jugoslave, della Repubblica Federale di Jugoslavia, cambiata poi in Unione Statale di Serbia e Montenegro.

### Dal 2006
Dal 2006, con l'indipendenza del Montenegro e la conseguente dissoluzione della confederazione serbo-montenegrina, è parte integrante della Serbia.

## Società

### Evoluzione demografica
| Anno | Popolazione totale | Serbi              | Ungheresi         | Slovacchi      | Croati         | Romeni         | Tedeschi        |
| ---- | ------------------ | ------------------ | ----------------- | -------------- | -------------- | -------------- | --------------- |
| 1787 | 476.018            | 281.690 (59,2%)    | 50.316 (10,6%)    | 9.704 (2,0%)   | 38.161 (8,0%)  | 27.436 (5,8%)  | 58.866 (12,4%)  |
| 1828 | 864.281            | 442.923 (51,1%)    | 130.918 (15,1%)   | 19.464 (2,2%)  | 67.692 (7,8%)  | 46.645 (5,4%)  | 142.653 (16,4%) |
| 1840 | 912.754            | 448.341 (49,1%)    | 145.930 (16,0%)   | 22.924 (2,5%)  | 66.362 (7,3%)  | 55.984 (6,1%)  | 154.047 (16,9%) |
| 1857 | 1.030.545          | 417.838 (40,5%)    | 202.188 (19,6%)   | 35.328 (3,4%)  | 60.690 (5,9)   | 65.387 (6,3%)  | 217.510 (21,1%) |
| 1880 | 1.172.729          | 416.116 (35,5%)    | 265.287 (22,6%)   | 43.318 (3,7%)  | 72.486 (6,2%)  | 69.668 (5,9%)  | 285.920 (24,4%) |
| 1890 | 1.331.143          | 457.873 (34,3%)    | 324.430 (24,4%)   | 49.834 (3,7%)  | 80.404 (6,0%)  | 73.492 (5,5%)  | 321.563 (24,2%) |
| 1900 | 1.432.748          | 483.176 (33,7%)    | 378.634 (26,4%)   | 53.832 (3,8%)  | 80.901 (5,6%)  | 74.718 (5,2%)  | 336.430 (23,5%) |
| 1910 | 1.512.983          | 510.186 (33,8%)    | 424.555 (28,1%)   | 56.689 (3,7%)  | 34.089 (2,3%)  | 75.223 (5,0%)  | 323.779 (21,4%) |
| 1921 | 1.528.238          | 526.134 (34,7%)    | 370.040 (24,4%)   | 58.273 (3,8%)  | 122.684 (8,1%) | 65.197 (4,3%)  | 333.272 (22,0%) |
| 1931 | 1.624.158          | 528.000 (33%)      | 413.000 (26%)     | 67.000 (4%)    | 120.000 (7%)   | 78.000 (5%)    | 343.000 (21%)   |
| 1941 | 1.636.367          | 577.067 (35,3%)    | 465.920 (28,5%)   | ?              | 105.810 (6,5%) | ?              | 318.259 (19,4%) |
| 1948 | 1.663.212          | 841.246 (50,6%)    | 428.932 (25,8%)   | 72.032 (4,3%)  | 134.232 (8,1%) | 59.263 (3,6%)  | 31.821 (1,9%)   |
| 1953 | 1.699.545          | 865.538 (50,9%)    | 435.179 (25,6%)   | 71.153 (4,2%)  | 127.027 (7,5%) | 57.218 (3,4%)  | ?               |
| 1961 | 1.854.965          | 1.017.713 (54,9%)  | 442.560 (23,9%)   | 73.830 (4,0%)  | 145.341 (7,8%) | 57.259 (3,1%)  | ?               |
| 1971 | 1.952.533          | 1.089.132 (55,8%)  | 423.866 (21,7%)   | 72.795 (3,7%)  | 138.561 (7,1%) | 52.987 (2,7%)  | 7.243 (0,4%)    |
| 1981 | 2.034.772          | 1.107.375 (54,4%)  | 385.356 (18,9%)   | 69.549 (3,4%)  | 119.157 (5,9%) | 47.289 (2,3%)  | 3.808 (0,2%)    |
| 1991 | 2.012.517          | 1.151.353 (57,2%)  | 340.946 (16,9%)   | 63.941 (3,2%)  | 74.226 (3,7%)  | 38.832 (1,9%)  | ?               |
| 2002 | 2.031.992          | 1.321.807 (65,05%) | 290.207 (14,28%)  | 56.637 (2,79%) | 56.546 (2,78%) | 30.419 (1,50%) | 3.154 (0,16%)   |
| 2011 | 1.931.809          | 1.289.635 (66,76%) | 251.136 (13,00 %) | 50.321 (2,60%) | 47.033 (2,43%) | 25.410 (1,32%) | 3.272 (0,17%)   |

 Fonte: i dati del 1880, 1890, 1900 e 1910 si riferiscono ai censimenti asburgici; i dati dal 1921 al 2011 sono stati estrapolati dai censimenti jugoslavi e serbi.